# Lumea nouă (roman)
Lumea nouă (2007) (titlu original The New World) este un roman fantasy scris de Michael A. Stackpole, ultimul din trilogia Marile descoperiri, serie care prezintă un univers în care o cultură similară celei chinezești descoperă un nou continent spre răsărit, populat de un popor similar celui mayaș.
Volumul continuă acțiunea din locul în care a fost lăsată de romanul precedent, Hărțile prevestitoare.

## Intriga
Prințul nalenyan Cyron este prins între două forțe cărora nu le poate face față. În sud, invazia trupelor lui Nelesquin pustiește totul în cale, iar prințul renăscut creează noi și noi armate cu ajutorul lui Qiro Anturasi. Mai mult, cartograful Mistic începe să fie capabil modifice relieful după propria dorință, ajutând și mai mult la prăbușirea celor Nouă Principate. Dinspre nord, prințul Pyrust pornește o campanie în cursul căreia supune în întregime Helosunde și cucerește Nalenyrul. Ajutat și de trădarea birocraților nalenyeni, el acceptă să-i cruțe viața lui Cyron doar după ce curtezana Mistică Doamna de Jais și Jad își revelează adevărata identitateː ea este Împărăteasa Adormită Cyrsa, revenită să-și reunifice Imperiul. Cei doi prinți rănd în slujba ei, Cyron ocupându-se de partea organizatorică, iar Pyrust de cea militară.
Din nefericire, campania acestuia împotriva lui Nelesquin eșuează, cu tot ajutorul primit de la Moraven Tolo, cel în trupul căruia se ascunde fostul consort al Împărătesei, Virisken Soshir. Pyrust este ucis, iar Nelesquin își continuă marșul victorios până la porțile capitalei Nalenyrului, Moriande, pe care o asediază.
Keles Anturasi îi conduce pe refugiații deseieni în siguranță spre Moriande, descoperind tot mai multe despre puterea sa de a modifica relieful și de modifica forța vitală din oameni și plante. El este singurul care-l poate contracara pe Qiro și, cu ajutorul tatălui său, reușește să descopere cum arăta lumea înaintea prăbușirii Virukadeenului, capitala anticului Imperiu Viruk.
Ajuns în Cele Nouă Iaduri, Jorim Anturasi (acum zeul Tetcomchoa), află că trebuie să-l înfrunte pe tatăl său, Nessagafel, care dorește să distrugă întreaga creație și să o refacă iarăși după bunul său plac. Deși crede că este zeul suprem, Nessagafel află că este doar o plăsmuire a virukilor, a căror credință i-a dat în timp puteri nemăsurate. După ce Keles reface lumea așa cum a fost pe vremea virukilor, Nessagafel devine neputincios și este ucis de Jorim cu ajutorul surorii sale, Nirati, coborâtă în lumile subpământene pentru a-l salva. 
Aliații din lumea materială ai lui Nessagafel, prințul Nelesquin și Qiro Anturasi, sunt înfrânți și ei. Cyron moare și ajunge zeu, Nirati acceptă să devină zeiță a morții, Keles se căsătorește cu văduva prințului Pyrust, iar Jorim este obligat să se întrupeze din nou, pentru a-și recăpăta puterile. Cyrsa devine împărăteasă, alături de iubitul ei Soshir, în timp ce virukii au șansa de a redeveni rasa mândră și puternică din vechime.

## Personaje
- Keles Anturasi - cartograf nalenyan care descoperă modul în care arta sa poate modifica lumea reală
- Jorim Anturasi - fratele lui Keles, aventurier și cartograf, încarnare a zeului Tetcomchoa
- Nirati Anturasi - sora lui Keles și Jorim, care a părăsit planul fizic și s-a retras într-o lume creată de bunicul ei
- Qiro Anturasi - bunicul celor trei, cartograf Mistic capabil să modifice lumea reală după bunul plac
- Nelesquin - prinț imperial care a trădat cauza Împărătesei Cyrsa în timpul războiului cu turasynzii și s-a întors pe pământ pentru a-și revendica tronul
- Moraven Tolo - războinic rătăcitor și Mistic sub chipul căruia se ascunde fostul consort al Împărătesei, Virisken Soshir
- Ciras Dejote - războinic, ucenic al lui Moraven Tolo, încarnare a spiritului lui Jogot Yirxan, cel care aproape l-a ucis pe Virisken Soshir în trecut
- Borosan Gryst - inventator de mașinării pre-programate dotate cu inteligență limitată
- Tyressa - războinică keru însărcinată cu paza lui Keles
- Rekarafi - războinic virukian care-l însoțește pe Keles pentru a-și plăti datoria față de acesta
- Cyron - prințul Nalenyrului
- Pyrust - prințul Deseirionului
- Eiran - prinț helosundian folosit de birocrați pentru a i se opune lui Pyrust
- Jasai - sora lui Eiran, care devine soția Prințului Pyrust
- Împărăteasa Cyrsa (cunoscută și ca Doamna de Jais și Jad) - conducătoarea Imperiului revenită pentru a-și prelua tronul
- Pelut Vniel - Mare Ministru nalenyan
- Nessagafel - tatăl tuturor zeilor
- Grija - zeul Morții
- Tsiwen - zeița Înțelepciunii
- Talrisaal - viruk care-l ajută pe Jorim/Tetcomchoa să evadeze din Cele Nouă Iaduri
- Kaerinus - vanyesh aflat în slujba lui Nelesquin, care ajută la ascensiunea și decăderea acestuia
- Dunos - băiat infirm în vârstă de 10 ani care devine războinic sub îndrumarea lui Moraven Tolo și a lui Ciras Dejote

## Opinii critice
SFRevu apreciază că „Stackpole oferă un final incitant pentru această trilogie plină de acțiune”, în timp ce Scifi.com consideră că autorul „conduce mecanismele ca un maestru și imaginează conspiratori la fel de inteligenți precum conspirațiile”.
Publishers Weekly caracterizează astfel romanul: „Cu distribuția sa impresionantă, numeroasele intrigi bizantine și acțiunea continuă, epopeea ambițioasă a lui Stackpole este comparabilă - dacă nu e chiar la același nivel - cu saga fantasy a greilor George R.R. Martin și Robert Jordan. Ținând cont de amestecul militar, politic și mașinațiuni supranaturale al poveștii, tema în ansamblul ei este surprinzător de simplă și de profundă: fiecare proces al creației, oricât ar fi de mic sau de mare, este semnificativ, iar «viața însăși este magie»”.